# 발코닝

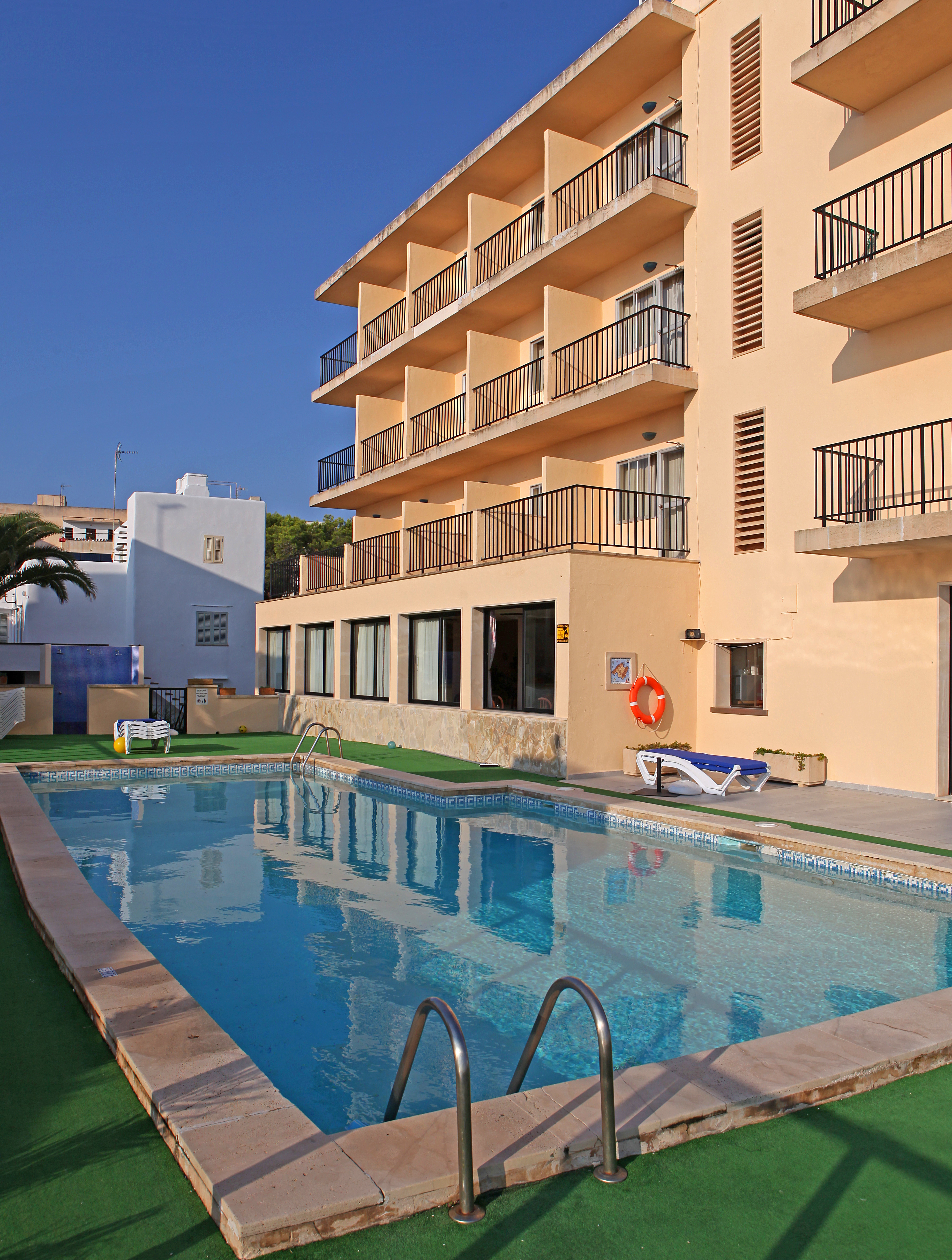
마요르카섬의 호텔. 발코니 바로 옆에 수영장이 있다.

발코닝(스페인어: balconing, 영어: balconing)이란 스페인의 관광 성수기 중 외국인 관광객이 호텔 발코니에서 수영장으로 다이빙을 하거나, 한 발코니에서 다른 객실의 발코니로 매달려 이동하는 중 떨어지는 행위를 일컫는 용어이다. 스페인어로 발코니를 뜻하는 balcón(발콘)과 영어 접미사 -ing을 조합하여 만들어졌다.
미국에서는 주로 대학 행사에서 비슷한 일이 벌어진다.

## 부상과 사망
2010년 기준 스페인에서는 언론이 '발코닝'으로 분류한 사고에서 총 여섯 명이 사망하고 열한 명이 부상을 입었다. 사상자 대부분은 술에 취한 영국과 독일 출신 젋은 관광객으로, 주로 오후 10시부터 오전 7시 사이에 사고가 발생했다. 스페인 언론은 마요르카섬에서 2017년 한 해 동안 관광객 3명이 '발코닝'으로 사망했다고 전했다.

## 통계
손 에스파세스(Son Espases) 병원의 후안 호세 세구라(Juan José Segura) 교수는 발코닝 피해자 15%가 자의로 뛰어내렸고, 85%는 술에 취한 상태에서 한 객실의 발코니에서 다른 객실의 발코니로 뛰어넘어가려다 추락하는 등 사고로 추락한다고 하였다. 또한 2011년부터 매년 10건에서 15건 가량 발코닝 사고가 일어나고 있으며, 유튜브에 발코닝 점프 동영상이 올라온 이후로 더 흔해지고 있다고 하였다.
세구라 교수와 영국 외무·영연방부는 '평균적인 발코닝 시도자'가 24세 영국 국적 남성이라 하였다.
2019년 기준으로는 발코닝 사고가 총 46회 발생하였으며, 그중 45명(97%)이 남성이었다. 61%가 영국, 독일, 벨기에 국적자였다. 추락자 95%가 혈중 알코올 농도가 매우 높았으며, 37%는 다른 마약도 복용한 상태였다.

## 예방
2018년 영국 외무·영연방부는 세구라 교수와 함께 발레아레스 제도 영국 관광객들을 대상으로 한 교육 영상을 제작하였다. 아일랜드 라디오-텔레비전 역시 마요르카섬의 의사가 참여한 특별 프로그램을 제작하였다.
마요르카섬의 유명 관광단지 마갈루프(Magaluf)는 발코닝을 시도할 경우 벌금을 최소 750유로에서 최대 1,500유로를 물리기로 하였다.

## 같이 보기
- 리엄 페인